# Эдина Поп
Эди́на Поп (Edina Pop, настоящее имя Ма́рика Ке́шмарки, венг. Késmárky Marika, род. 4 февраля 1941) — венгерская и немецкая певица в жанрах: поп, диско, фолк, госпел и блюз. Участница диско-группы «Dschinghis Khan» в 1979—1985 и 2005—2019 годах.

## Биография и карьера
Марика Кешмарки родилась в Венгрии 4 февраля 1941 года. С ранних лет она увлекалась музыкой, пела и играла на фортепьяно. 
В 1964 году Марика стала участницей студенческого диксиленд-ансамбля «Express», который выступал в различных клубах Будапешта. Как-то раз их группа посетила Бельгию, где на Марику обратил внимание немецкий продюсер Heino Gaze. В результате в 1966—1967 годах Марика записала на его студии EMI три сингла под именем Maria Marky, но они не принесли ей известности.
В 1969 году Марика Кешмарки заняла 1-е место в Венгрии на телевизионном конкурсе Táncdalfesztivál с песней «Egy fiú a házból» («Домашний мальчик»). Автором музыки был талантливый венгерский композитор Андраш Бадя (Bágya András), а автором текста — поэт-песенник S. Nagy István. Песня была настолько успешная, что позднее Марика записала её испаноязычный вариант «Fue un vecino» (1970), который вышел как сингл в Испании. Но уже в 1969 году она попала в поле зрения западногерманского лейбла Philips, который предложил ей пятилетний контракт. Марика взяла себе для записи в ФРГ имя Edina Pop. В 1969—1974 годах она выпустила в Германии 14 синглов и альбом «Halt die Liebe Fest» (1971). Наиболее известными её композициями были «Petruschka» (1969), «Zwischen Wolga und Don» (1969), «Komm, komm zu mir» (1970), «Tomatenrote Lippen» (1971), «Die Party steigt am nachsten Samstag» (1971), «Was soll ich tun?» (1972) и «Schenk Mir Einen Lila Luftballon» (1972).
Марика продолжала жить в Будапеште и приезжала в Германию только для записей. У себя на родине она также имела большой успех, записав в начале 1970-х около 30 песен, в том числе хиты «Kelj fel, Jancsi!» (1970) и «Nem vagy te Néró» (1971), с которыми она участвовала в зимних радио-фестивалях Made in Hungary, «Nem bánom, hogyha szenvedek» (1970), с которым Марика штурмовала летний радио-фестиваль Tessék választani!, и «Az igazi nyár» (1971), который она исполнила на очередном летнем Táncdalfesztivál. Ещё одну красивую композицию «Képzelet» (1970) написал для Марики всё тот же Андраш Бадя. Затем, в 1971 году Марика познакомилась в Австрии с актёром Günther Stoll, стала его четвёртой женой и переехала жить в ФРГ.
Постепенно творчество для Марики-Эдины отошло на второй план, но в 1977 году её возрастной супруг умер от сердечного приступа. Эдина решила возобновить свою сольную карьеру и участвовать в международном конкурсе «Евровидение». До этого момента она уже дважды пыталась участвовать в германском отборе на Eurovision, в 1970 и 1972 годах, но оба раза неудачно: в первый раз она заболела, и её песню исполнила другая участница, а во второй заняла лишь 7-е место. В 1972 году автором её песни «Meine Liebe will ich dir geben» был известный продюсер Ральф Зигель (Ralph Siegel), хозяин лейбла Jupiter, поэтому Эдина в первую очередь решила обратиться к нему. Тогда Ральф был занят своим новым проектом «Dschinghis Khan», с которым он тоже собирался участвовать в «Евровидении». Эдина Поп согласилась присоединиться к составу этой группы и в итоге оказалась самым известным её участником на тот момент и получила статус лид-вокалистки. В 1979 году группа «Dschinghis Khan» участвовала в конкурсе «Евровидение» и заняла 4-е место.
После распада проекта «Dschinghis Khan» в 1986 году Эдина Поп вернулась к своей сольной карьере, но былой славы уже не получила. За последующие 20 лет она выпустила в Германии 4 альбома.
C 2005 по 2019 год — вновь участница воссоединённой группы «Dschinghis Khan».

## Творчество

### Альбомы
- 1971 — Halt die Liebe fest
- 1994 — Tomatenrote Lippen
- 1999 — Ich wünsche Dir Zeit
- 2005 — Traumschlager
- 2007 — Schlagerdiamanten

### Песни
- 1969: Petruschka
- 1969: Mein Apollo ist kein Raumschiff
- 1970: Zwischen Wolga und Don (Vivo Cantando)
- 1970: Komm, komm zu mir (Knock knock, who's there)
- 1970: Tomatenrote Lippen
- 1971: Carneval Brasil

### Кавер-версии песен
Многие композиции, исполненные Эдиной Поп в 70-х годах, являются каверами известных зарубежных хитов, в том числе:
- «Zwischen Wolga und Don», вышедшая как сингл в 1969 году, — кавер песни «Vivo cantando» испанской певицы Salomé, поделившей 1-е место с другими участниками на Eurovision’69.
- «Komm, komm zu mir» (1970) — кавер песни «Knock, Knock, Who’s There» британской певицы Mary Hopkin, занявшей 2-е место на Eurovision’70. Венгерская версия композиции имеет название «Kopp, kopp!» (1970)
- «Tomatenrote Lippen» (1970) — кавер песни «Colori» (1970), которую исполнила итальянская певица Wilma Goich.
- «Die Party steigt am nächsten Samstag» (1971) — кавер хита «Will you be staying after Sunday» (1969) американской поп-группы «The Peppermint Rainbow».
- «Fang nicht an, zu lügen» с альбома «Halt die Liebe fest» (1971) — кавер хита «Tijuana Town» (1970) американской группы «Terra & Cook».
- «Buona sera, buona sera» с альбома «Halt die Liebe fest» (1971) — кавер песни «Buonasera, buonasera» (1969) французской певицы Sylvie Vartan.
- «Was soll ich tun?» (1972) — кавер песни «Als het om de liefde gaat» голландского дуэта «Sandra and Andres», занявшей 4-е место на Eurovision’72.
- «La Mamma», 'b'-сторона сингла 1972 года — кавер песни La Mamma (1963) французского актёра и шансонье Charles Aznavour.
- «Schreib es in den Wind!» (1972) — кавер песни «Written On The Wind» (1967) британской поп-группы «Raymonde Singers Etcetera».
- «Mein Talisman», вышедшая как сингл в 1973 году, — кавер песни «Mi Talismán» (1973), которую исполнила испанская группа «Los Diablos».